# Lugny (Saona e Loira)
Lugny è un comune francese di 1 015 abitanti situato nel dipartimento della Saona e Loira nella regione della Borgogna-Franca Contea.

## Società

### Evoluzione demografica
Abitanti censiti